# Sofia Dionisio
Sofia Dionisio (* 27. Januar 1953 in Rom) ist eine italienische Schauspielerin. 

## Leben
Sofia Dionisio gewann 1970, wie bereits drei Jahre zuvor ihre ältere Schwester Silvia, die italienische Wahl zur Miss Teenager.
Gemeinsam mit ihrer Schwester ließ sich in der April-Ausgabe 1976 im italienischen Playboy ablichten.
Ihr Filmdebüt hatte sie bereits im Jahr 1964 in Dino Risis Filmkomödie Der Donnerstag. Mehrfach trat sie gemeinsam mit ihrer Schwester in Filmen auf, so u. a. 1969 in Luigi Comencinis Kindheit, Berufung und erste Erlebnisse des Venezianers Giacomo Casanova und im selben Jahr in Bruno Corbuccis Lisa dagli occhi blu sowie in Ruggero Deodatos Eiskalte Typen auf heißen Öfen, der 1976 produziert wurde. Weitere Filme folgten. Ihren bisher letzten Auftritt hatte sie im Jahr 1982 in der Fernsehserie La sconosciuta in der Rolle der Irene, auch hier wieder an der Seite ihrer Schwester. Sie trat auch unter dem Künstlernamen „Flavia Fabiani“ in Erscheinung.

## Filmografie
- 1964: Der Donnerstag (Il giovedì)
- 1967: Un amico
- 1969: Kindheit, Berufung und erste Erlebnisse des Venezianers Giacomo Casanova (Infanzia, vocazione e prime esperienze di Giacomo Casanova, veneziano)
- 1969: Lisa dagli occhi blu
- 1972: Mio caro assassino
- 1972: All’ultimo minuto (Fernsehserie, 1 Folge)
- 1975: Di che segno sei?
- 1975: Amore mio spogliati… che poi ti spiego!
- 1975: La collegiale
- 1976: Eiskalte Typen auf heißen Öfen (Uomini si nasce poliziotti si muore)
- 1976: Calde labbra
- 1976: I prosseneti
- 1976: Voto di castità
- 1976: La clinica dell’amore
- 1976: I prosseneti
- 1978: Porca società
- 1979: Un’ombra nell'ombra
- 1982: La sconosciuta (Fernsehserie, 4 Folgen)